# Kremerova vila (Hlučín)
Kremerova vila stojí v ulici Československé armády čp. 10/762 v obci Hlučín v okrese Opava. V roce 1995 byla vila Ministerstvem kultury České republiky prohlášena kulturní památkou České republiky.

## Historie
Okresní veterinární lékař a dozorovatel chovu koní v Kravařích MVDr. František Kremer se inspiroval nerealizovaným návrhem vily od Lubomíra Šlapety pro továrníka Oskara Landsbergera v Místku, který byl prezentován na umělecké výstavě v Ostravě roce 1932. Vila byla postavena v letech 1933–1934 ve volném prostranství u silnice mířící do Ratiboře. Postupem doby se vila stala součástí bytové zástavby. V devadesátých letech všechna průčelí byla opatřena izolační vrstvou.

## Popis

### Exteriér
Vila je samostatně stojící zděná omítaná dvoupodlažní budova postavena na obdélném půdorysu s konvexně prohnutými bočními stěnami. Vila má plochou střechu s obíhající atikou. Uliční průčelí je členěno představěnou garáží a vstupem v prvním nadzemním podlaží krytým krátkou přesahující stříškou ploché střechy garáže. Vedle vchodu je pás oken (včetně širokého trojdílného okna). Druhé nadzemní podlaží člení vodorovný pás luxferů, které prosvětlují prostor chodby a schodiště, a nad garáží je malé okno. Ke garáži vede hladký dlážděný rozšiřující se vjezd.
Zahradní průčelí je prolomeno horizontálními dlouhými pásy oken v přízemí a v patře. Z patra vybíhá trojúhelníková terasa, pod níž se umístěna prosklená zimní zahrada, která sousedí se zahradním vchodem do domu. Terasa zastřešuje zahradní vchod.

### Interiér
V prvním nadzemním podlaží je umístěna garáž, kuchyně a velký společenský prostor, který se může posuvnými příčkami rozdělit na pracovnu, knihovnu a jídelnu. Vstup do tohoto prostoru je z předsíně za hlavním vstupním vchodem. Z předsíně je přístupná kuchyň s původními kachlovými kamny a také z ní vede otevřené schodiště s vyplétaným zábradlím do druhého nadzemního podlaží. Ve druhém podlaží jsou umístěny pokoje pro hosty, dětské pokoje, ložnice a velká koupelna, v chodbě je osm metrů dlouhá vestavěná skříň z javoru.